# Third Dimension
Third Dimension è il terzo album del gruppo rap tedesco Down Low, pubblicato nell'autunno del 1998.
L'album contiene varie cover musicali, da Yesterday alla colonna sonora di Ennio Morricone in C'era una volta il West, dal titolo Once Upon a Time, arrangiata in rap.

## Tracce
1. Intro – 1:43
2. Once Upon a Time – 5:26 (E. Morricone)
3. Yesterday – 3:46
4. Freak On – 4:18
5. Share Your Thoughts – 1:23
6. H.I.V. – 4:07
7. Thank U! – 4:23
8. So Long Goodbye – 4:39
9. This Be Da Reason – 4:27 (testo: J. Thompson, M. Dalien – musica: S. Fornaro)
10. I Wonder Why – 4:21
11. I Will Give You What You Need – 3:39
12. It Ain't Over – 3:58
13. Brick House – 3:45 (Commodores)